# Nicolas Reitzaum
Nicolas Reitzaum est un photographe français né le 1er avril 1979, connu notamment pour ses portraits de personnalités politiques.

## Biographie
Élève au lycée La Providence à Amiens, il est diplômé en droit et d'HEC Paris, et travaille comme photographe indépendant depuis 2007. Il a collaboré avec plusieurs magazines français, notamment Le Figaro Magazine et Le Point.

## Œuvre photographique
En 2010, il expose au Sénat en collaboration avec la journaliste Hélène Petit une série intitulée « Animal Politicus », qui associe des politiques à un animal auquel ils s'identifient,. L'année suivante, il part en Mongolie et réalise l'exposition Mongolie : Les Derniers Nomades. Après un voyage de quelques mois aux États-Unis, il publie en 2012 avec son frère Frédéric l'ouvrage La route 66 vue par Les Frères Reitzaum (éditions Hugo&Cie), dans lequel les deux frères proposent, au gré de leurs rencontres, un portrait de l'Amérique d'aujourd'hui. En 2013, à l'occasion de la réouverture du cinéma Le Louxor à Paris, il réalise une exposition "Barbès, la ville Monde", inaugurée par Bertrand Delanoë, dans laquelle il met en lumière la vie quotidienne et joyeuse de l'un des quartiers les plus populaires du XVIIIe arrondissement,. En octobre 2014, il signe les photographies de l'ouvrage Le Père-Lachaise, Jardin d'ombres… de la romancière Nathalie Rheims (éditions Michel Lafon). En 2016, il retrouve Nathalie Rheims et Michel Lafon dans une promenade au cœur d'un Paris méconnu, et publie La Mémoire des Squares, sur la trace des fantômes de Paris.

## Publications
- 2012: La route 66 vue par Les Frères Reitzaum, textes de Frédéric Reitzaum (éditions Hugo & Cie)
- 2014: Le Père-Lachaise, Jardin d'ombres…, textes de Nathalie Rheims (éditions Michel Lafon)
- 2016: La mémoire des Squares, sur la trace des fantômes de Paris, textes de Nathalie Rheims (éditions Michel Lafon)